# Like a G6
Like a G6 è un brano musicale del gruppo Far East Movement, estratto come singolo dall'album Free Wired. Al brano partecipano DEV ed i The Cataracs, ed è prodotto da Niles Hollowell-Dhar dei Cataracs. Il brano utilizza un campionamento del secondo verso di Booty Bounce singolo promozionale della cantante DEV. Il singolo ha raggiunto la vetta della classifica statunitense Billboard Hot 100 nella settimana del 30 ottobre 2010.

## Tracce
Promo - CD-Single Interscope - (UMG)
1. Like a G6 - 3:38

## Classifiche

### Classifiche settimanali
| Classifica (2010)          | Posizione massima |
| -------------------------- | ----------------- |
| Australia                  | 2                 |
| Austria                    | 8                 |
| Belgio (Fiandre)           | 2                 |
| Belgio (Vallonia)          | 9                 |
| Billboard Canadian Hot 100 | 3                 |
| Danimarca                  | 19                |
| Finlandia                  | 15                |
| Francia                    | 14                |
| Germania                   | 15                |
| Irlanda                    | 12                |
| Italia                     | 93                |
| Nuova Zelanda              | 1                 |
| Paesi Bassi                | 3                 |
| Regno Unito                | 5                 |
| Repubblica Ceca            | 28                |
| Slovacchia                 | 6                 |
| Svezia                     | 7                 |
| Svizzera                   | 10                |
| U.S. Billboard Hot 100     | 1                 |

### Classifiche di fine anno
| Classifica (2011) | Posizione |
| ----------------- | --------- |
| Stati Uniti       | 72        |